# Noj
Noj (persiska: نُچ, نج) är en ort i Iran.   Den ligger i provinsen Mazandaran, i den norra delen av landet, 70 km nordost om huvudstaden Teheran. Noj ligger 2 240 meter över havet och antalet invånare är 311.
Terrängen runt Noj är bergig.Runt Noj är det ganska glesbefolkat, med 39 invånare per kvadratkilometer. Närmaste större samhälle är Baladeh, 17,7 km väster om Noj. Trakten runt Noj består i huvudsak av gräsmarker.